# Bauchi
Cet article concerne la ville. Pour l’État, voir État de Bauchi.
Bauchi est la capitale et principale ville de l'État de Bauchi au nord du Nigeria, ainsi qu'un ancien émirat.

## Géographie
Bauchi est localisé au nord-est du plateau de Jos (anciennement appelé plateau de Bauchi). La ville se situe sur la ligne de chemin de fer reliant Port Harcourt à Maiduguri.
Bauchi possède un aéroport (code AITA : BCU).

## Histoire

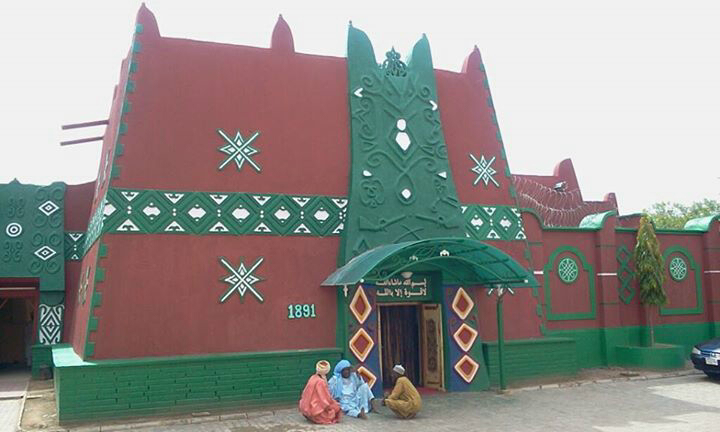
Palais de l'émir de Bauchi

La ville a été créée, sous le nom de Yakoba, en 1809, par Yakubu, le leader régional non peul du jihad d'Usman dan Fodio, qui devint le premier émir de Bauchi. L'emplacement pour la création de la ville lui aurait été soufflé par un chasseur nommé Baushe, d'où le nom pris en retour.